# جائزة ديترويت الكبرى 1987
جائزة ديترويت الكبرى 1987 هو سباق فورمولا 1 أقيم بتاريخ 21 يونيو 1987 في ديترويت، ميشيغان. كان الخامس من أصل 16 في بطولة العالم لسباقات الفورمولا واحد موسم 1987.

## الترتيب النهائي
| الترتيب | السائق          | النقاط |
| ------- | --------------- | ------ |
| 1       | آيرتون سينا     | 24     |
| 2       | ألن بروست       | 22     |
| 3       | نيلسون بيكيه    | 18     |
| 4       | ستيفان يوهانسون | 13     |
| 5       | نايجل مانسيل    | 12     |
| المصدر: |                 |        |